# Jakob von Chacenay
Jakob von Chacenay (franz.: Jacques de Chacenay; † ~1152/58) war ein Burgherr von Chacenay (Haus Chacenay) in der Champagne. Er war ein Sohn des Anséric II. von Chacenay († 1137) und der Humbeline, die möglicherweise mit der hl. Humbeline von Jully, der Schwester des hl. Bernhard von Clairvaux, identisch ist.
Jakob von Chacenay begründete die lange Kreuzfahrertradition seiner Familie, als er zusammen mit seinem jüngeren Bruder Anséric de Feins das Kreuz zum zweiten Kreuzzug nahm. Neben einer großen Anzahl diverser anderer Feudalherren der Champagne schloss sich auch ihr Vetter aus Burgund, Anséric I. von Montréal, dem Kreuzzug an.
Verheiratet war Jakob mit einer Agnes († nach 1191), die wahrscheinlich eine Tochter von Walter II., Graf von Brienne, war. Ihre Kinder waren:
- Thomas († 1179), Herr von Chacenay
- Erhard I. († 1191), Herr von Chacenay
- Marguerite de Chacenay; ⚭ mit Thibaut de Brienne († ca. 1204), Herr von Champlost
- Huguette de Chacenay